# Jean-Henri Roger
Jean-Henri Roger (Marselha, 24 de janeiro de 1949 — Saint-Cast-le-Guildo, 31 de dezembro de 2012) foi um cineasta francês, nascido em uma família burguesa e intelectual e pais militantes comunistas. Ele fez parte do coletivo experimental-marxista Dziga Vertov.